# Nicolaas Bondt
Nicolaas Bondt (* 20. März 1765 in Wilsveen; † 17. August 1796 in Amsterdam) war ein niederländischer Arzt, Botaniker und Chemiker.
Bondt besuchte die Lateinschule in Delft und die in Leiden, wohin die Familie nach dem Tod des Vaters zog. Ab 1780 studierte er Medizin in Leiden und wurde 1788 promoviert. 1790 veröffentlichte er eine in Paris eingesandte Preisschrift über die vergleichenden Eigenschaften von Milch verschiedener Herkunft (mit Abraham van Stipriaan). 1793 wurde er Professor für Botanik am Athenaeum Illustre Amsterdam.
1791 gründete er mit Johan Rudolph Deiman, Pieter Nieuwland und Adriaan Paets van Troostwijk in Amsterdam den Batavischen Club, eine private chemische Gesellschaft. Später wurden auch der Apotheker Anthonie Lauwerenburgh und der Arzt Gerardus Vrolik Mitglieder. Sie waren wesentlich daran beteiligt, die Ideen von Antoine-Laurent Lavoisier in den Niederlanden zu verbreiten und veröffentlichten in einer eigenen Zeitschrift.
Bekannt wurden Troostwijk, Deiman, Anthonie Lauwerenburgh und Nicolaas Bondt, als sie 1794 das Öl der holländischen Chemiker aus Ethen erzeugten, das 1,2-Dichlorethan.
Er liegt in Diemen begraben.

## Schriften
- mit J. R. Deiman, Lauwerenburgh, Troostwijk: Recherches sur les divers espèces des gaz, qu’on obtient en mè l’acide sulfurique concentrè avec l’alcool, Journal de physique, Band 45, 1794, S. 178–191